# Serra ad acqua marina
La serra ad acqua marina è una tecnologia che consente la crescita di colture in zone aride, utilizzando una serra, acqua marina ed energia solare. La tecnica prevede il pompaggio di acqua di mare (o il suo flusso per gravitazione se sotto il livello del mare) in una località arida ed il suo utilizzo per raffreddare ed umidificare l'aria. Il vapore acqueo prodotto tramite riscaldamento solare viene quindi distillato per la produzione di acqua. Infine, l'aria umidificata restante viene espulsa dalla serra e utilizzata per migliorare le condizioni di coltivazione di piante per esterno. L'acqua salata più concentrata può essere ulteriormente evaporata per la produzione di sale e di altre sostanze, oppure scaricata in mare.
La tecnologia è stata introdotta dall'inventore britannico Charlie Paton nei primi anni novanta ed è stata sviluppata dalla sua società in Inghilterra, la Seawater Greenhouse Ltd. 

## Applicabilità
La tecnica è applicabile a luoghi situati in regioni aride vicino al mare. Distanza e altezza sul mare devono essere valutate considerando l'energia necessaria per pompare l'acqua al sito. Ci sono numerosi luoghi adatti sulle coste, altri sono al di sotto del livello del mare, come il Mar Morto e la Depressione di Qattara dove sono stati proposti impianti idroelettrici per sfruttare la pressione idraulica per generare energia, come ad esempio per il Canale Mar Rosso - Mar Morto.

## Storia
Il progetto serra ad acqua di mare risale al 1991 quando il concetto è stato studiato e
sviluppato dalla società di Charlie Paton Light Works Ltd, ora Seawater Greenhouse Ltd.
Il primo progetto pilota è iniziato nel 1992 con la ricerca di un sito pilota che finalmente è stato identificato sull'isola di Tenerife nelle Canarie.
Un prototipo di serra ad acqua di mare è stato assemblato nel Regno Unito e costruito sul sito di Tenerife.
Il progetto pilota originale si è poi evoluto in una soluzione a basso costo con una struttura leggera in acciaio simile a un multi-span polytunnel, studiata per essere adatta alle esigenze locali.
Una seconda serra ad acqua marina è stata costruita sull'isola di Al-Aryam, Abu Dhabi, negli Emirati Arabi Uniti nel 2000.
Una terza serra sperimentale è stata completata nel 2004 vicino a Mascate, in Oman, realizzata in collaborazione con Sultan Qaboos University, con lo scopo di sviluppare un settore orticolo sostenibile sulla costa del Batinah.
Questi progetti hanno permesso la validazione di un modello di simulazione termodinamica, che fornendo appropriati dati meteorologici, prevede e quantifica con precisione il funzionamento della serra in altre parti del mondo.
Nel 2010 Seawater Greenhouse ha costruito un nuovo impianto commerciale in Australia. L'impresa è ora operativa in modo indipendente come Sundrop Farms Pty Ltd.

## Il processo
La serra ad acqua marina utilizza acqua di mare, il sole e l'atmosfera per la produzione di acqua dolce e aria rinfrescata. Il processo ricrea il naturale ciclo idrologico in un ambiente controllato. La parete di fronte alla struttura è un evaporatore di acqua di mare. È costituita da un reticolo a nido d'ape ed è esposta alla direzione prevalente del vento. Dei ventilatori controllano il movimento dell'aria. L'acqua di mare scorre attraverso il pannello a nido d'ape rinfrescando e umidificando l'aria che poi soffia sulla zona di coltivazione.
La luce solare è filtrata attraverso un tetto costruito appositamente. Il tetto assorbe il calore a raggi infrarossi, consentendo nel contempo il passaggio della luce visibile per consentire la fotosintesi. Questo crea condizioni ottimali di crescita - fresco e umido con elevata intensità luminosa. L'acqua di mare che è stata riscaldata sul tetto passa attraverso un secondo evaporatore creando aria calda satura che viene poi diretta al condensatore.
Il condensatore è raffreddato con acqua di mare fredda. La differenza di temperatura consente la condensazione dell'umidità dell'aria sul condensatore. Il volume di acqua dolce prodotto è determinato dalla temperatura dell'aria, l'umidità relativa, la radiazione solare e la portata d'aria. Queste condizioni possono essere modellate fornendo i dati meteorologici delle località considerate e permettendo l'ottimizzazione del disegno di progetto e del processo di funzionamento.
|  |  |

La serra ad acqua di mare evapora molta più acqua di quella che riesce a ricondensare in acqua dolce. Questa aria umida è 'persa' a causa di alti tassi di ventilazione che servono per mantenere le colture fresche e irrorate di anidride carbonica (CO2). L'aria di scarico, ricca di umidità, aiuta la coltivazione di piante resistenti a condizioni aride nell'area sottovento alla serra.
|  |  |

Questo fenomeno potrebbe permettere la coltivazione di colture di biocarburanti o altre piante nella zona circostante la serra ad acqua di mare.

## Altri vantaggi
La serra ad acqua di mare non produce anidride carbonica (CO2) durante il suo funzionamento. L'energia elettrica che richiede per attivare pompe e ventilatori è prodotta in modo più efficiente con pannelli solari essendo la richiesta di energia proporzionale alla luce solare.
L'uso di pesticidi è ridotto o eliminato poiché gli evaporatori d'acqua hanno un effetto biocida sull'aria che li attraversa.

## Produzione di combustibili
La serra ad acqua marina produce residui biologici. Questa biomassa può essere usata per aiutare a creare ed arricchire il suolo circostante, o, in alternativa, può essere usato per produrre metano con biodigestione.

## Progetti associati
Il Sahara Forest Project è uno schema che mira a fornire acqua potabile, cibo e energia rinnovabile in regioni calde e aride oltre a ri-vegetare aree di deserto disabitato. Questa proposta mette insieme la tecnologia della serra ad acqua di mare con quella degli specchi solari (CSP, una forma di energia rinnovabile che produce elettricità dalla luce solare utilizzando l'energia termica necessaria al funzionamento di turbine a vapore convenzionali).
Il team che costituisce il Sahara Forest Project è composto da esperti provenienti dalla società Seawater Greenhouse Ltd, Exploration Architecture, Max Fordham Consulting Engineers e dalla Bellona Foundation. La scala del sistema proposto è tale che grandi quantità di acqua di mare saranno evaporate. Utilizzando posizioni sotto il livello del mare, verrebbero eliminati i costi di pompaggio. Tra le attività previste sono un progetto pilota in Giordania ed uno in Qatar
.

## Premi
La tecnologia della serra ad acqua marina ha vinto numerosi premi tra cui: 
- (EN)  Clinton Global Initiative 2010 Commitment, the Bellona Foundation commits to implement the first realization of the Sahara Forest Project (2010)
- (EN)  The Buckminster Fuller Challenge Finalist - Sahara Forest Archiviato il 26 agosto 2011 in Internet Archive., The Buckminster Fuller Challenge, (2009)
- (EN)  "Power Generation & Water Solutions Innovation Award", 2009 Power Generation and Water Solutions awards, Dubai (2009)
- (EN)  St Andrews Prize for the Environment, University of St Andrews and ConocoPhillips, (2007)
- (EN)  The Tech Award Archiviato il 20 aprile 2007 in Internet Archive., Technology for the benefit of Mankind, Tech Museum of Innovation, San Jose CA, (2006)
- (EN)  Global annual Institute of Engineering and Technology (IET) award for Sustainability[collegamento interrotto], Institution of Engineering and Technology, (2006)
- (EN)  A special environmental award was made for the Seawater Greenhouse, which (distils) seawater for use (in agriculture) in arid climates, Galvanizer association, (2001)
- (EN)  Design Museum Sense Award for best practice in sustainable industrial design and architecture, Design Museum, (1999)
- (EN)  "Growing vegetables in the desert is a cinch with the help of a giant solar still that turns water from the sea into fresh water and cool air. Fred Pearce steps inside the seawater greenhouse", NewScientist, (2002)
- (EN)  "Engineers race to steal nature's secrets. Giant wind turbines based on a seed, and desalination plant that mimics a beetle", The Guardian (2006)